# 英裘控股

京基金融國際（港交所：1468）前稱英裘控股，是香港首家上市皮草公司，總部位於香港九龍紅磡鶴翔街8號維港中心2座902室，董事長為黃振宙，香港時裝設計師、電台節目主持人鄧達智曾為獨立非執行董事。在英國及美國投資水貂養殖場投資有水貂養殖場。主要业务有：狐狸及水貂毛皮貿易、皮草拍賣行、養殖等。京基集團收購公司后更改為「京基金融國際」，並且由原來的皮草業務拓展至保險、金融業務。